# Boris Buden
Boris Buden (* 1958 in Garešnica, SR Kroatien, Jugoslawien) ist ein österreichischer Philosoph und Autor.

## Leben
Boris Buden studierte Philosophie in Zagreb und promovierte in Kulturwissenschaften an der Humboldt-Universität zu Berlin. Seit 1984 arbeitete er als freier Journalist, Übersetzer und Publizist, unter anderem als Kolumnist und Redakteur beim unabhängigen Magazin Arkzin, Zagreb. 1990 zog Buden nach Wien und nahm die österreichische Staatsbürgerschaft an. Seit 2003 lebt er in Berlin. Gegenwärtig Veröffentlichungen und Vortragstätigkeit in deutscher und englischer Sprache im Bereich der Philosophie, Kulturwissenschaft, Gesellschaftskritik und Gegenwartskunst. Teilnahme an der Documenta 11 in New Delhi (Platform 2, „Truth and Reconciliation“) und Kassel, sowie an vielen weiteren Konferenzen und Projekten im kulturellen Feld. Buden ist Permanent Fellow des EIPCP (Europäisches Institut für progressive Kulturpolitik) in Wien sowie Mitglied der 2016 gegründeten Bewegung Demokratie in Europa 2025. Er unterrichtete an unterschiedlichen Universitäten vor allem im deutschsprachigen Raum, unter anderem der Universität für angewandte Kunst in Wien und der Hochschule für Gestaltung in Karlsruhe.

## Werk
Spätestens in den frühen 2000er-Jahren begann das Phänomen der Übersetzung einen zentralen Ort in Budens Denken einzunehmen. In den 1980er-Jahren selbst Übersetzer ins Serbokroatische (u. a. von zentralen Schriften Sigmund Freuds), entwickelte Buden ein übersetzungstheoretisches Werk, das sich in zwei auf Deutsch verfassten Monographien sowie in einer Vielzahl von Aufsätzen und editorischen Tätigkeiten manifestiert.
2004 erschien Der Schacht von Babel. Ist Kultur übersetzbar?, in dem Buden auch auf seine eigene Praxis als Übersetzer sowie auf die Neuordnung sprachlich-übersetzerischer Verhältnisse im Zuge des kriegerischen Zerfalls Jugoslawiens eingeht. Eine kritische Perspektive auf die Frage, was als „eigene“ Sprache gilt und was als „andere“ oder „fremde“, entwickelt Buden hier u. a. über eine ausführliche Diskussion des Übersetzungsdenkens Wilhelm von Humboldts und Friedrich Schleiermachers, aber auch in Auseinandersetzungen beispielsweise mit Walter Benjamin und den postkolonialen Übersetzungskonzepten von Gayatri Ch. Spivak und Homi K. Bhabha. Buden wendet sich vor allem gegen eine entpolitisierende Kulturalisierung der Debatte über Sprachen und Übersetzung, die „Kultur zur Autorität des Diskurses über gesellschaftliche Verhältnisse“ werden lasse und die Frage der Übersetzung letztlich auf Beziehungen zwischen nationalen Sprachgemeinschaften reduziere.
In Findet Europa: Eine Suche in der Dolmetscherkabine (2015) wird Buden diese Themen in experimenteller, dokufiktionaler Form explizit in Auseinandersetzung mit der Frage der europäischen Integration weiterentwickeln. Das Buch enthält die Reden von sechs „Konzeptcharakteren“ – zurückgehend auf einen fiktiven interdisziplinären Workshop, dessen Organisation einem ebenso fiktiven „Institute for Sustainable Democracy“ zugeschrieben wird. Im Mittelpunkt steht dabei die Sorge um eine „europäische Idee“, deren Kraft und Schwäche anhand verschiedener Konzeptionen von Übersetzung verhandelt wird.
Budens Auseinandersetzung mit dem Phänomen der Übersetzung verbindet sich mit seiner kritischen Analyse des Begriffs der „Transition“ bzw. der zentralen Rolle, die dieser Begriff seit 1989 in politischen Diskursen über das „Ende des Kommunismus“ einzunehmen begann. Besonders deutlich wird Budens Kritik an der Funktion und Rolle des Transitionsbegriffs in der 2009 bei Suhrkamp erschienenen Monographie Zone des Übergangs. Vom Ende des Postkommunismus sowie in der Essaysammlung Transition to Nowhere. Art in History after 1989, die 2020 publiziert wurde.
Titel und Untertitel insbesondere des erstgenannten Werks können als programmatisch gelten: Die Rede vom „Ende des Kommunismus“ bzw. einer „postkommunistischen Transition“ sei selbst an ihr Ende gekommen. Was bezüglich der von diesen Diskursen entworfenen „Zone des Übergangs“ zähle, seien „allein die Erfahrungen, die man dort gemacht hat“. Buden kritisiert einerseits die hegemoniale Vorstellung einer Transition, deren Ziel mit der „Aufnahme in das globalkapitalistische System der westlichen liberalen Demokratie“ immer schon vorab festgelegt gewesen sei und die von der „zynischen Idee“ ausgehe, „dass Menschen, die ihre Freiheit selber erkämpft haben, zuerst erlernen müssen, sie richtig zu genießen“. Andererseits analysiert er tatsächliche Entwicklungen in den Nachfolgestaaten Jugoslawiens und anderen osteuropäischen Ländern, die sich in den Horizont dieser Transitionsvorstellung nicht fügen wollen, wie z. B. den Aufstieg nationalkonservativer Ideologien, ihrer Allianzen mit kirchlich-religiösen Strukturen und ihrer „retro-utopischen“ Fixierung auf eine kulturelle Vergangenheit.
In Transition to Nowhere, einer umfangreichen Sammlung von mehrheitlich auf Englisch verfassten Essays, entfaltet Buden diese Fragen v. a. in Auseinandersetzung mit einer Vielzahl von künstlerischen Praxen, die auch als wichtige Ressourcen für politische Lernprozesse begriffen werden. In diesen Essays werden die Verbindungen zwischen Budens Übersetzungsdenken und seiner Kritik an den Diskursen einer postkommunistischen Transition nicht nur an konkreten Analysen besonders deutlich, sondern auch in theoretischen Aussagen wie der folgenden: „Übersetzung, selbst wenn es um die Übersetzung zwischen Sprachen dreht, dreht sich nie nur darum, Menschen einander verständlich zu machen. Vielmehr ist sie stets eine gesellschaftlich-formierende Praxis, das heißt, sie erschafft und gestaltet auf ihre eigene Weise gesellschaftliche Verhältnisse.“

## Kritik
Neben seiner Tätigkeit als Buchautor und Übersetzer verfasst Boris Buden gelegentlich Kommentare zu aktuellen Ereignissen aus seinem Interessengebiet in südslawischen Ländern. Dies führte zu akademischen Diskussionen, in denen das Verfasste analytisch durchleuchtet wurde und die eingesetzten Mittel kritisch reflektiert wurden. Wissenschaftler kritisieren Boris Buden dafür, dass er die Wissenschaft als Schlüsselinstrument für ein besseres Verständnis der Realität ablehnt und eine Abneigung gegen Fakten, Beweise und empirische Überprüfung befürwortet. Sie kritisieren auch die ausgeprägte Relativierung und Fixierung auf komplizierte pseudowissenschaftliche Sprache und theoretischen Formalismus in seinen Kommentaren zu gesellschaftlichen Ereignissen. Buden wird auch dafür kritisiert, dass er die Gewalt der Revolution gegen die liberale Demokratie und die imperiale Herrschaft befürwortet und dass er zur Untermauerung seiner Behauptungen auf Unwahrheiten zurückgreift.

## Werke
- Barikade I, II, Zagreb: Arkzin 1996/1997.
- Kaptolski Kolodvor, Beograd: Vesela nauka, 2001.
- Der Schacht von Babel: Ist Kultur übersetzbar?,[1] Berlin: Kadmos, 2004, (serbokroatisch: Vavilonska jama. O (ne)prevodivosti kulture, Beograd: Fabrika knjiga, 2007).
- gemeinsam mit Stefan Nowotny: Übersetzung. Das Versprechen eines Begriffs, Wien: Turia + Kant, 2009, ISBN 978-3-85132-535-5.
- Zone des Übergangs: Vom Ende des Postkommunismus, Frankfurt/Main: Suhrkamp, 2009.
- mit Birgit Mennel und Stefan Nowotny (Hrsg.): Translating Beyond Europe. Zur politischen Aufgabe der Übersetzung, Wien/Berlin: Turia + Kant, 2013, ISBN 978-3-85132-721-2.
- Findet Europa. Eine Suche in der Dolmetscherkabine, Wien/Berlin: Turia + Kant, 2015, ISBN 978-3-85132-719-9.
- Transition to Nowhere. Art in History after 1989, Berlin: Archive Books, 2020, ISBN 978-3-943620-83-2.

Übersetzungen:
- Sigmund Freud, Budućnost jedne iluzije, Zagreb: Naprijed, 1986. (Die metapsychologischen Schriften, Die Zukunft einer Illusion usw.)
- Sigmund Freud, Pronadjena psihoanaliza, Zagreb: Naprijed, 1987.(Dora, Der kleine Hans, Schreber usw.)
- Alfred Lorenzer, Intimnost i socijalna patnja, Zagreb: Naprijed, 1989  (Intimität und soziales Leid)
- Jean Laplanche und Jean-Bertrand Pontalis, Rječnik psihoanalize, Zagreb: August Cesarec, 1992, (Das Vokabular der Psychoanalyse), zusammen mit Rada Zdjelar.